# عمرو صحصاح
عمرو صحصاح مواليد 11 فبراير 1988

 صحفي وممثل مصري 

## عن حياته
ولد عمرو صحصاح في مدينة بسيون ب محافظة الغربية ، 11 فبراير 1988

 ، يحب التمثيل منذ دراسته بالثانوية العامة، وعقب انتهائه منها، تقدم للدراسة بأكاديمية الفنون، وعقب قبولها فيها، رفض والده، وأجبره على إستكمال دراسته بكلية الإعلام، كى يضمن وظيفة على اعتبار أن يهتم بموهبته الثانوية وهي الكتابة الصحفية، لكن لم يلحق كلية الإعلام، فإلتحق بكلية الآداب جامعة طنطا، وأثناء دراسته بها شارك في عدة أعمال مسرحية، وعدة أدوار ثانوية بمسلسلات مثل يتربى في عزو وقلب ميت، بعدما قدمه المخرج مجدى أبو عميرة بمشهدين فقط، وعقب إنهاء دراسته بكلية الآداب، عمل بعدة صحف كمتدرب، حتى ألتحق بجريدة اليوم السابع في عام 2010، عقب تخرجه بعام واحد، ليتخصص في الكتابة الفنية بهذه الجريدة التي أصبحت من أشهر المواقع الإلكترونية بالوطن العربى .

## أعماله الفنية

### الأفلام
| الفيلم               | الشخصية | العام |
| -------------------- | ------- | ----- |
| سالم أبو أخته (فيلم) | ماهر    | 2013  |

### المسلسلات
| المسلسل                        | الشخصية   | العام |
| ------------------------------ | --------- | ----- |
| يتربى في عزو (مسلسل)           |           | 2007  |
| قلب ميت (مسلسل)                |           | 2008  |
| أبو هيبة في جبل الحلال (مسلسل) | حاتم      | 2014  |
| دنيا جديدة                     | الشيخ حمد | 2015  |
| مملكة يوسف المغربي             | حامد      | 2016  |
| يونس ولد فضة (مسلسل)           | نبوي      | 2016  |
| أبو البنات                     |           | 2016  |

## وصلات خارجية
- عمرو صحصاح على موقع IMDb (الإنجليزية)
- عمرو صحصاح على موقع الدهليز
- عمرو صحصاح على موقع قاعدة بيانات الأفلام العربية
- عمرو صحصاح  على فيسبوك.
- عمرو صحصاح في قاعدة بيانات الأفلام العربية